# Lingua beluci
La lingua beluci o baloci o baluci (dal nome dell'omonimo popolo  Beluci) è una lingua iranica nordoccidentale, parlata prevalentemente in Iran sudorientale, nell'Afghanistan meridionale, e nel sud-ovest del Pakistan. Essa è pure parlata come seconda lingua da molti Brahui.
Al 2017, la lingua beluci è parlata da 6,3 milioni di parlanti nel solo Pakistan.

## Distribuzione geografica
Secondo l'edizione 2009 di Ethnologue, i locutori delle diverse varietà di beluci erano circa 7 milioni, di cui 5,7 in Pakistan, 856.000 in Iran, e 200.000 in Afghanistan.
La lingua è attestata anche negli Emirati Arabi Uniti, India, Oman e Turkmenistan.

## Classificazione
La lingua beluci appartiene alla branca iranica nordoccidentale delle lingue indoeuropee.
Secondo lo standard ISO 639 è codificata come macrolingua con i seguenti membri:
- Lingua beluci meridionale [codice ISO 639 bcc]
- Lingua beluci occidentale [bgn]
- Lingua beluci orientale [bgp]

## Sistema di scrittura
Per la scrittura viene usato l'alfabeto arabo, impiegando lo stile calligrafico persiano del nastaliq.